# Сульфид неодима
Сульфид неодима — бинарное неорганическое соединение
неодима и серы
с формулой NdS,
кристаллы.

## Получение
- Сплавление стехиометрических количеств чистых веществ:

{\displaystyle {\mathsf {Nd+S\ {\xrightarrow {2200^{o}C}}\ NdS}}}

## Физические свойства
Сульфид неодима образует кристаллы
кубической сингонии,
пространственная группа F m3m,
параметры ячейки a = 0,5691 нм, Z = 4.